# Campeonato Mundial de Ginástica Artística de 2014 - Barras paralelas masculino
A competição das barras paralelas masculino do Campeonato Mundial de Ginástica Artística de 2014 teve sua final disputada no dia 12 de outubro. A qualificatória que definiu os ginastas finalistas foi disputada em 5 e 6 de outubro.

## Medalhistas
| Ouro   | UKR Oleg Verniaiev |
| Prata  | USA Danell Leyva   |
| Bronze | JPN Ryohei Kato    |

## Resultados

### Qualificatória
Esses são os resultados da qualificatória.
| Pos. | Ginasta                | Total  | Nota |
| ---- | ---------------------- | ------ | ---- |
| 1    | USA Danell Levya       | 15,900 | Q    |
| 2    | UKR Oleg Verniaiev     | 15,766 | Q    |
| 3    | JPN Yusuke Tanaka      | 15,700 | Q    |
| 4    | CHN Deng Shudi         | 15,683 | Q    |
| 5    | JPN Ryohei Kato        | 15,533 | Q    |
| 6    | CHN Cheng Ran          | 15,533 | Q    |
| 7    | USA Donnel Whittenburg | 15,533 | Q    |
| 8    | CHN You Hao            | 15,500 |      |
| 9    | CHN Zhang Chenglong    | 15,466 |      |
| 10   | RUS Nikolai Kuksenkov  | 15,400 | Q    |
| 11   | USA John Orozco        | 15,400 |      |
| 12   | FRA Axel Augis         | 15,366 | R    |
| 12   | GER Fabian Hambuechen  | 15,333 | R    |
| 13   | SUI Pascal Bucher      | 15,333 | R    |

- Q - qualificado para a final
- R - reserva

### Final
Esses são os resultados da final.
| Pos. | Ginasta                 | Nota D | Nota E | Pen. | Total  |
| ---- | ----------------------- | ------ | ------ | ---- | ------ |
|      | UKR Oleg Verniaiev      | 6,900  | 9,225  |      | 16,125 |
|      | USA Danell Levya        | 6,900  | 9,033  |      | 15,933 |
|      | JPN Ryohei Kato         | 6,700  | 8,966  |      | 15,666 |
| 4    | CHN Deng Shudi          | 7,100  | 8,533  |      | 15,633 |
| 5    | JPN Yusuke Tanaka       | 6,200  | 8,841  |      | 15,041 |
| 6    | CHN Cheng Ran           | 6,800  | 8,066  |      | 14,866 |
| 7    | USA Donnell Whittenburg | 6,100  | 8,266  |      | 14,366 |
| 8    | RUS Nikolai Kuksenkov   | 6,500  | 7,166  |      | 13,666 |